# Atletica leggera ai Giochi della XXIX Olimpiade - Lancio del martello maschile

Video della Finale

Ai Giochi della XXIX Olimpiade, tenutisi a Pechino nel 2008, la competizione del lancio del martello maschile si è svolta il 15 e il 17 agosto presso lo Stadio nazionale di Pechino.

## Presenze ed assenze dei campioni in carica
| Competizione         | Atleta           | Prestazione | Pechino 2008 |
| -------------------- | ---------------- | ----------- | ------------ |
| Olimpiadi 2004       | Kōji Murofushi   | 82,91 m     | Presente     |
| Commonwealth 2006    | Stuart Rendell   | 77,53 m     | Assente      |
| Europei 2006         | O.P. Karjalainen | 80,84 m     | Presente     |
| Coppa del mondo 2006 | Kōji Murofushi   | 82,01 m     | Presente     |
| Asiatici 2006        | Dilshod Nazarov  | 74,43 m     | Presente     |
| Africani 2007        | Chris Harmse     | 76,73 m     | Non qual.    |
| Mondiali 2007        | Ivan Cichan      | 83,63 m     | Presente     |
|                      |                  |             |              |
| Mondiali junior 2004 | Andrey Azarenkov | 74,11 m     | Non selez.   |

1. ↑  In rappresentanza dell'Asia.
2. ↑  Sotto la bandiera del Giappone.
3. ↑  Il peso dell'attrezzo è 6 kg.

## Gara
Il miglior lancio di qualificazione è di Krisztian Pars (Ungheria), l'unico a valicare la fettuccia degli 80 metri (80,07).

Dopo il primo turno di finale, solo Primož Kozmus (Slovenia) è oltre gli 80 metri (80,75). Alla seconda prova, due atleti lo sopravanzano:
prima Krisztian Pars (80,96), poi Dzevjatoŭski (Bielorussia) fa ancora meglio: 81,61.
Ma Kozmus reagisce subito con un lancio oltre gli 82 metri: 82,02. Altri due atleti vanno oltre gli 80 metri: Koji Murofushi (80,71) e Ivan Cichan, che fa atterrare l'attrezzo a 80,56.

Si preannuncia una gara emozionante, invece la competizione non ha più sussulti. Dzevjatoŭski sbaglia due lanci consecutivi, fa un buon 80,86 e poi sbaglia anche l'ultimo lancio.
Kozmus, primo, si conferma in giornata felice effettuando tutti i lanci oltre gli 80,60 metri.

All'ultimo turno, Ivan Cichan, quinto, scaglia il martello a 81,51 e conquista il bronzo. Pars non riesce a replicare (79,83); Murofushi, ormai scarico, non raggiunge i 78 metri.
Per la prima volta in una finale olimpica, cinque atleti superano gli 80 metri. I due bielorussi, Cichan e Dzevjatoŭski, saranno successivamente squalificati per doping, ma poi in seguito verranno reintegrati in classifica.

## Risultati

### Graduatoria Qualificazioni
Venerdi 15 agosto, Gruppo A ore 10:40, Gruppo B ore 12.10.

Si qualificano per la finale i concorrenti che ottengono una misura di almeno 78,00 m; in mancanza di 12 qualificati, accedono alla finale i concorrenti con le 12 migliori misure.
| Pos | Gruppo | Atleta                   | Paese        | 1° lancio | 2° lancio | 3° lancio | Misura | Note |
| --- | ------ | ------------------------ | ------------ | --------- | --------- | --------- | ------ | ---- |
| 1   | A      | Krisztián Pars           | Ungheria     | x         | 80,07     |           | 80,07  | Q    |
| 2   | B      | Szymon Ziółkowski        | Polonia      | 79,55     |           |           | 79,55  | Q    |
| 3   | B      | Primož Kozmus            | Slovenia     | 79,44     |           |           | 79,44  | Q    |
| 4   | B      | Ivan Cichan              | Bielorussia  | 79,26     |           |           | 79,26  | Q    |
| 5   | A      | Kōji Murofushi           | Giappone     | 78,16     |           |           | 78,16  | Q    |
| 6   | A      | Markus Esser             | Germania     | x         | 77,00     | 77,60     | 77,60  | q    |
| 7   | A      | Andras Haklits           | Croazia      | 74,27     | 77,12     | 76,23     | 77,12  | q    |
| 8   | B      | Olli-Pekka Karjalainen   | Finlandia    | 75,49     | x         | 77,07     | 77,07  | q    |
| 9   | B      | Vadzim Dzevjatoŭski      | Bielorussia  | 73,39     | 76,56     | 76,95     | 76,95  | q    |
| 10  | B      | Libor Charfreitag        | Slovacchia   | 76,03     | x         | 76,61     | 76,61  | q    |
| 11  | B      | James Steacy             | Canada       | 76,32     | x         | 75,01     | 76,32  | q    |
| 12  | A      | Dilshod Nazarov          | Tagikistan   | 74,67     | 75,34     | 72,47     | 75,34  | q    |
| 13  | B      | Nicola Vizzoni           | Italia       | 72,82     | x         | 75,01     | 75,01  |      |
| 14  | A      | Evgenyj Vynohradov       | Ucraina      | 73,41     | 74,49     | x         | 74,49  |      |
| 15  | B      | Artёm Rubanko            | Ucraina      | 74,47     | 73,89     | x         | 74,47  |      |
| 16  | B      | Esref Apak               | Turchia      | x         | 74,45     | x         | 74,45  |      |
| 17  | A      | Valerij Svjatoha         | Bielorussia  | 74,41     | x         | x         | 74,41  |      |
| 18  | A      | Alexandros Papadimitriou | Grecia       | x         | 74,33     | 73,83     | 74,33  |      |
| 19  | A      | Igors Sokolovs           | Lettonia     | 73,72     | 71,50     | x         | 73,72  |      |
| 20  | B      | Ali Zenkawi              | Kuwait       | x         | 73,62     | x         | 73,62  |      |
| 21  | A      | Kirill Ikonnikov         | Russia       | x         | 72,04     | 72,33     | 72,33  |      |
| 22  | B      | Igor' Vinničenko         | Russia       | x         | 72,05     | x         | 72,05  |      |
| 23  | A      | Miloslav Konopka         | Slovacchia   | 71,76     | 71,96     | x         | 71,96  |      |
| 24  | A      | Ygor Tugaj               | Ucraina      | 71,89     | x         | 70,56     | 71,89  |      |
| 25  | A      | Bergur Ingi Petursson    | Islanda      | 69,73     | x         | 71,63     | 71,63  |      |
| 26  | B      | Roman Rozna              | Moldavia     | 71,33     | 69,99     | 70,23     | 71,33  |      |
| 27  | B      | III AG Kruger            | Stati Uniti  | 70,58     | 71,21     | x         | 71,21  |      |
| 28  | B      | Dorian Collaku           | Albania      | 69,14     | 69,84     | 70,98     | 70,98  |      |
| 29  | A      | Lukáš Melich             | Rep. Ceca    | 69,31     | 70,56     | 69,03     | 70,56  |      |
| 30  | B      | Juan Ignacio Cerra       | Argentina    | x         | 70,16     | x         | 70,16  |      |
|     | A      | Marco Lingua             | Italia       | x         | x         | x         | NM     |      |
|     | A      | Mohsen Anani             | Egitto       | x         | x         | x         | NM     |      |
|     | B      | Amanmurat Hommadov       | Turkmenistan | x         | x         | x         | NM     |      |

Legenda:
- Q = Qualificato direttamente;
- q = Ripescato;
- RN = Record nazionale;
- RP = Record personale;
- NM = Nessun lancio valido.

### Finale
Domenica 17 agosto, ore 19:10.

I migliori 8 classificati dopo i primi tre lanci accedono ai tre lanci di finale.
| Pos | Atleta                 | Paese       | 1° lancio | 2° lancio | 3° lancio | 4° lancio | 5° lancio | 6° lancio | Misura  |
| --- | ---------------------- | ----------- | --------- | --------- | --------- | --------- | --------- | --------- | ------- |
|     | Primož Kozmus          | Slovenia    | 80,75 m   | 82,02 m   | 80,79 m   | 80,64 m   | 80,98 m   | 80,85 m   | 82,02 m |
|     | Vadzim Dzevjatoŭski    | Bielorussia | 79,00 m   | 81,61 m   | x         | x         | 80,86 m   | x         | 81,61 m |
|     | Ivan Cichan            | Bielorussia | 78,49 m   | 80,56 m   | 79,59 m   | 78,89 m   | 81,51 m   | 80,87 m   | 81,51 m |
| 4   | Krisztián Pars         | Ungheria    | 78,05 m   | 80,96 m   | x         | 80,16 m   | 80,11 m   | 79,83 m   | 80,96 m |
| 5   | Kōji Murofushi         | Giappone    | 79,47 m   | 80,71 m   | 79,94 m   | 77,96 m   | 78,22 m   | 77,26 m   | 80,71 m |
| 6   | Olli-Pekka Karjalainen | Finlandia   | 77,92 m   | 79,59 m   | 78,99 m   | x         | 78,88 m   | x         | 79,59 m |
| 7   | Szymon Ziółkowski      | Polonia     | 75,92 m   | 79,22 m   | 79,07 m   | 79,04 m   | 76,16 m   | x         | 79,22 m |
| 8   | Libor Charfreitag      | Slovacchia  | x         | 77,62 m   | 76,83 m   | 77,26 m   | 78,65 m   | x         | 78,65 m |
| 9   | Markus Esser           | Germania    | 74,56 m   | x         | 77,10 m   | /         | /         | /         | 77,10 m |
| 10  | Andras Haklits         | Croazia     | x         | 75,78 m   | 76,58 m   | /         | /         | /         | 76,58 m |
| 11  | Dilshod Nazarov        | Tagikistan  | 72,97 m   | 76,54 m   | x         | /         | /         | /         | 76,54 m |
| 12  | James Steacy           | Canada      | 75,72 m   | 75,54 m   | 74,06 m   | /         | /         | /         | 75,72 m |

Legenda:
- X = Lancio nullo;
- RO = Record olimpico;
- RN = Record nazionale;
- RP = Record personale;